# Кубок КОНМЕБОЛ
Кубок КОНМЕБОЛ (порт. і ісп. Copa CONMEBOL) — футбольний турнір, що проводився з 1992 по 1999 роки в Південній Америці серед клубів країн, що входять у КОНМЕБОЛ. Кубок був аналогом Кубка УЄФА. Кубок КОНМЕБОЛ припинив існування у зв'язку зі збільшенням у 2000 році кількості команд, що беруть участь в Кубку Лібертадорес до 32, крім того, з 1998 року в ті ж терміни проводилися Кубки Мерконорте і Меркосур.

## Формат кубку КОНМЕБОЛ
Турнір мав формат «плей-офф», всі стадії проводилися у 2 матчі («вдома» та «в гостях»), включно з фіналом. У турнірі брали участь 16 команд. Від країни брали участь по 1-4 команди, Бразилія і Аргентина мали більше представників, ніж інші країни.
З 2002 року КОНМЕБОЛ проводить турнір аналогічний Кубку КОНМЕБОЛ — Південноамериканський кубок.

## Переможці та фіналісти
| Клуб                             | П | Ф | Роки             |
| -------------------------------- | - | - | ---------------- |
| Атлетику Мінейру (Белу-Оризонті) | 2 | 3 | 1992, 1995, 1997 |
| Росаріо Сентраль (Росаріо)       | 1 | 2 | 1995, 1998       |
| Ланус (Ланус)                    | 1 | 2 | 1996, 1997       |
| Ботафого (Ріо-де-Жанейро)        | 1 | 1 | 1993             |
| Сан-Паулу (Сан-Паулу)            | 1 | 1 | 1994             |
| Сантос (Сантус)                  | 1 | 1 | 1998             |
| Тальерес (Кордова)               | 1 | 1 | 1999             |
| Пеньяроль (Монтевідео)           |   | 2 | 1993, 1994       |
| Олімпія (Асунсьйон)              |   | 1 | 1992             |
| Санта-Фе (Богота)                |   | 1 | 1996             |
| ССА (Масейо)                     |   | 1 | 1999             |

### За країнами
| Країна    | П | Ф |
| --------- | - | - |
| Бразилія  | 5 | 7 |
| Аргентина | 3 | 5 |
| Уругвай   |   | 2 |
| Парагвай  |   | 1 |
| Колумбія  |   | 1 |